# Teerawut Churok
Teerawut Churok (thailändisch ธีรวุธ ชูโลก; * 4. Juli 1998 in Nakhon Si Thammarat) ist ein thailändischer Fußballspieler.

## Karriere
Teerawut Churok stand bis August 2021 beim Krabi FC unter Vertrag. Der Verein aus Krabi spielte in der Southern Region der dritten Liga. Am 18. August 2021 unterschrieb er einen Vertrag beim Drittligisten Nonthaburi United S.Boonmeerit FC. Mit dem Verein aus der Hauptstadt Bangkok spielte er in der Bangkok Metropolitan Region. Im Juli 2022 wechselte er auf Leihbasis zum Zweitligisten Raj-Pracha FC. Sein Zweitligadebüt für den Hauptstadtverein gab er am 21. August 2022 (2. Spieltag) im Auswärtsspiel gegen den Aufsteiger 	Nakhon Si United FC. Hier wurde er in der 75. Minute für Ibrahim Konare eingewechselt. Nakhon Si gewann das Spiel durch ein Tor von Weerawut Kayem mit 1:0. Nach insgesamt 14 Zweitligaspielen für Raj-Pracha wechselte er im Januar 2023 zum Drittligisten Hua Hin City FC. Der Klub aus Hua Hin trat in der Western Region der Liga an. Für Hua Hin bestritt er in der Rückrunde acht Ligaspiele. Zu Beginn der Saison 2023/24 wechselte er zum Erstligisten Police Tero FC. Am Ende der Saison 2023/24 belegte er mit Police Tero den 15. Tabellenplatz und musste somit in die zweite Liga absteigen. Nach dem Abstieg verließ er den Verein und schloss sich in Lamphun dem Erstligisten Lamphun Warriors FC an. Am 31. Mai 2025 stand er mit den Warriors im Finale des Thai League Cup. Hier traf man im BG Stadium auf Buriram United. Am Ende musste man sich mit 2:0 geschlagen geben.

## Erfolge
Lamphun Warriors FC
- Thailändischer Ligapokalfinalist: 2024/25